# Sheldon Day
Sheldon Day (Indianápolis, Indiana, 1 de julio de 1994) es un jugador profesional estadounidense de fútbol americano que se desempeña en la posición de defensive tackle en Washington Commanders, equipo de la National Football League (NFL).

## Carrera
Fue seleccionado en la cuarta ronda en la Reunión Anual de Selección de Jugadores de la NFL de 2016. Hizo su debut profesional con el equipo Jacksonville Jaguars, en el cual jugó dos temporadas (2016-2017), después pasó por varios equipos, San Francisco 49ers (2017-2020), Indianapolis Colts (2020-2021), Cleveland Browns (2021-2022), Minnesota Vikings (2023-2024), y finalmente a Washington Commanders.